# Выборы в регионах России (2004)

Карта региональных выборов в 2004 году.
Губернаторские
Губернаторские другого субъекта
Парламентские
Губернаторские другого субъекта
Губернаторские и парламентские
Губернаторские и парламентские другого субъекта

В 2004 году, согласно данным Центральной избирательной комиссии Российской Федерации, прошло 2004 выборных кампании различного уровня, включая выборы Президента Российской Федерации, глав 23 регионов и 699 муниципальных образований, а в 17 субъектах федерации прошли выборы в законодательные собрания.

## Главы регионов
В 2004 году были избраны губернаторы в 23 регионах страны, причём в 12 случаях действовавшие главы регионов были переизбраны на следующие сроки.

## Муниципальные образования
14 марта были выборы в муниципальные собрания города Москва.

## Законодательные собрания субъектов федерации

### 14 марта

#### Карачаево-Черкесская Республика
Избирались все 73 депутата третьего созыва Народного собрания Карачаево-Черкесской Республики: 37 по пропорциональной системе и 36 по одномандатным округам. Явка составила 81,11 % от списочного состава избирателей.
|                             | Партия                                 | Подано голосов | Доля голосов | Мандатов | В округах | Всего мандатов |
| --------------------------- | -------------------------------------- | -------------- | ------------ | -------- | --------- | -------------- |
|                             | «Единство и Отечество» — Единая Россия | 137 396        | 55,69 %      | 24       | 21        | 45             |
|                             | Самовыдвижение                         | -              | -            | -        | 13        | 13             |
|                             | КПРФ                                   | 38 414         | 15,57 %      | 7        | 1         | 8              |
|                             | Истинные патриоты России               | 17 255         | 6,99 %       | 3        | -         | 3              |
|                             | ЛДПР                                   | 17 070         | 6,92 %       | 3        | -         | 3              |
| Заградительный барьер — 5 % |                                        |                |              |          |           |                |
|                             | Российская партия жизни                | 9 122          | 3,70 %       | -        | 1         | 1              |
|                             | Консервативная партия России           | 8 571          | 3,47 %       | -        | -         | -              |
|                             | Блок «„Яблоко“ и Промышленная партия»  | 4 061          | 1,65 %       | -        | -         | -              |
|                             | Против всех                            | 11 768         | 4,77 %       | -        | -         | -              |
|                             | Недействительные бюллетени             | 3 046          | 1,23 %       | -        | -         | -              |

#### Республика Татарстан
Государственный Совет Республики Татарстан
- Единая Россия — 46.
- КПРФ — 4.

#### Алтайский край
Алтайский краевой Совет народных депутатов
- блок «За наш Алтай — коммунисты, аграрии, НПСР» (КПРФ, Аграрная партия России, НПСР)- 11.
- Единая Россия — 10.
- блок «В поддержку Президента — за развитие края» (Партия Мира и Единства, ОРП «Русь», ООД в поддержку Президента РФ) — 8.
- ЛДПР — 5.

#### Свердловская область
Областная дума Законодательного собрания Свердловской области
- Единая Россия — 8.
- ЛДПР — 2.
- КПРФ — 2.
- блок «Союз бюджетников Урала» (СЛОН, Созидание) — 1.
- Партия Возрождения России — 1.

#### Ярославская область
- Единая Россия — 9.
- блок «РОДИНА (народно-патриотический союз)» (НВ, Народно-Патриотическая Партия России) — 7.
- блок «ПРАВДА, ПОРЯДОК, СПРАВЕДЛИВОСТЬ» (КПР, Российская Конституционно-Демократическая Партия) — 3.
- КПРФ — 2.
- Аграрная партия России — 2.
- ЛДПР — 2.

#### Усть-Ордынский Бурятский АО
Дума Усть-Ордынского Бурятского автономного округа
- Единая Россия — 6.
- КПРФ — 2.

### 3 октября

#### Тульская область
Тульская областная Дума
- Единая Россия — 7.
- блок «Засечный рубеж — партия Родина» (Родина, За Русь Святую) — 4.
- КПРФ — 4.
- блок «За Тульский край» (Российская Объединённая Промышленная партия , Российская партия труда, Аграрная партия России) — 3.
- СПС — 2.
- Российская партия пенсионеров — 2.
- блок «ГЛАС НАРОДА — ЗА РОДИНУ!» (Республиканская Партия России, НВ) — 2.

### 10 октября

#### Марий Эл
Государственное Собрание Республики Марий Эл
- Единая Россия — 10.
- КПРФ — 6.
- РПП — 4.
- Аграрная партия России — 4.
- ЛДПР — 2.

Партии

#### Иркутская область
Законодательное собрание Иркутской области
- Единая Россия — 9
- КПРФ — 4
- Аграрная партия России — 3
- Родина — 3
- блок «За родное Приангарье!» (Народная партия Российской Федерации, СПС) — 2
- Российская Партия пенсионеров — 2

Иркутск

#### Сахалинская область
Сахалинская областная Дума
- блок «Наша Родина — Сахалин и Курилы» (АПР, НВ, Евразийская Партия-Союз Патриотов России) — 4
- Единая Россия — 3
- КПРФ — 3
- ЛДПР — 2
- Российская партия пенсионеров — 1
- блок «За достойную жизнь и социальную справедливость» (Партия Русь, Союз) — 1

Карта области

### 24 октября

#### Читинская область
Читинская областная Дума
- Единая Россия — 10
- КПРФ — 5
- Аграрная партия России — 3
- ЛДПР — 3

Выборы

### 14 ноября

#### Калужская область
Законодательное Собрание Калужской области
- Единая Россия — 10
- КПРФ — 3
- Родина — 3
- ЛДПР — 2
- Яблоко — 2.

Карта области

### 28 ноября

#### Курганская область
Курганская областная Дума
(приблизительные данные о числе депутатов)
- Единая Россия- 25,89 %; 6
- ЛДПР — 13,03 %; 3
- КПРФ — 10,79 %; 2
- СПС — 10,76 %; 2
- РПП — 10,4 %; 2
- Аграрная партия России — 8,53 %; 2

### 5 декабря

#### Брянская область
Брянская областная Дума
- Единая Россия — 34,05 % (13),
- блок «КПРФ, Аграрная партия России — ЗА ПОБЕДУ!» (АПР, КПРФ) — 18,7 % (8),
- СПС — 8,34 % (4),
- блок «За Родину! За справедливость!» (Гражданская партия России, СДПР) — 8,01 % (3),
- Родина — 6,05 % (2).

### 19 декабря

#### Архангельская область
Архангельское областное Собрание депутатов
- Единая Россия — 9
- ЛДПР — 6
- Родина — 5
- КПРФ — 5
- блок «Наша родина — Архангельская область» (СПС, Яблоко) — 3
- Партия социальной справедливости — 3

#### Корякский автономный округ
Дума Корякского автономного округа
- КПРФ — 3
- Единая Россия — 2
- ЛДПР — 1
- Российская партия пенсионеров — 1

### 26 декабря

#### Хакасия
- Единая Россия — 11,
- КПРФ — 8,
- Хакасия (местная власть) (ПВР, Партия Свободная Россия) — 8,
- РПП — 4,
- ЛДПР — 4,
- Родина — 3.